# Pseudotragocephala nigropicta
Pseudotragocephala nigropicta là một loài bọ cánh cứng trong họ Cerambycidae.